# Lac-au-Saumon
Lac-au-Saumon es un municipio canadiense situado en la provincia de Quebec.

## Superficie
Lac-au-Saumon tiene una superficie de 81,05 km².

## Demografía
En 2021, tenía 1488 habitantes, una densidad poblacional de 18,4 hab./km², y 646 viviendas.